# Kernersville
Kernersville és una població dels Estats Units a l'estat de Carolina del Nord. Segons el cens del 2007 tenia 22.309 habitants.

## Demografia
Segons el cens del 2000, Kernersville tenia 17.126 habitants, 7.286 habitatges i 4.663 famílies. La densitat de població era de 546,5 habitants per km².
Dels 7.286 habitatges en un 31,4% hi vivien nens de menys de 18 anys, en un 48,3% hi vivien parelles casades, en un 11,7% dones solteres, i en un 36% no eren unitats familiars. En el 30,4% dels habitatges hi vivien persones soles el 8% de les quals corresponia a persones de 65 anys o més que vivien soles. El nombre mitjà de persones vivint en cada habitatge era de 2,31 i el nombre mitjà de persones que vivien en cada família era de 2,88.
Per edats la població es repartia de la següent manera: un 23,9% tenia menys de 18 anys, un 9,2% entre 18 i 24, un 33,8% entre 25 i 44, un 22,7% de 45 a 60 i un 10,3% 65 anys o més.
L'edat mediana era de 34 anys. Per cada 100 dones de 18 o més anys hi havia 90,4 homes.
La renda mediana per habitatge era de 41.520 $ i la renda mediana per família de 52.266 $. Els homes tenien una renda mediana de 36.777 $ mentre que les dones 26.873 $. La renda per capita de la població era de 23.506 $. Entorn del 6,3% de les famílies i el 8,4% de la població estaven per davall del llindar de pobresa.

## Poblacions més properes
El següent diagrama mostra les poblacions més properes.